# Joan Oliver Castanyer
Joan Oliver Castanyer -Maneu- (Sóller, 1839 – Palma, 1905) fou un industrial i polític republicà federal mallorquí.
Va néixer en el sí d'una família burgesa. El seu pare era Joan Oliver Rullán i la seva mare Joana Maria Castañer. El 1824 per tal d'esquivar la persecució contra els liberals va emigrar a França. Aleshores amb 21 anys, entrà com a operari en un dels principals tallers de Marsella, i al cap d'un any adquirí coneixements suficients per iniciar el taller de can Maneu a Palma. El 1829 el pare de Joan Oliver construí una de les primeres màquines de vapor que s'havien forjat a Espanya. A Mallorca la casa Maneu començà a produir i a exportar modestes manufactures de forja i foneria i aviat estengué la zona d'influència de la seva indústria a la maquinària agrícola. Can Maneu es trobava a l'antic hort d'en Moranta, amb accés pel carrer de Bonaire.
El fill, Joan Oliver Castañer, estudià a Palma on des de 1843 s'hi havia traslladat la família. El 1858, amb 19 anys, passà a París per estudiar la carrera d'enginyer industrial. Estigué a París durant cinc anys però per problemes de salut, a causa de l'excés de treball intel·lectual i mecànic, tornà a Mallorca deixant interromputs els seus estudis universitaris que estava a punt de finalitzar.
Arran de la mort del seu pare el 1872, es posà al front de la foneria i fàbrica de maquinària que dirigí durant 33 anys. Es convertí així en el propietari de l'empresa Fundición Mallorquina coneguda com a ca en Maneu i entre els anys setanta i vuitanta li donà un fort impuls. A ell es deu l'estudi, projecte i instal·lació de la primera i més important maquinària d'extracció d'oli d'orujo pel sulfur de carboni i la fàbrica per la refinació de petroli. També va ser autor de nombroses rodes hidràuliques, armadures, grues marítimes i terrestres, ponts i calderes de vapor. En el seu taller es fabricaren els bucs Bellver, Isleño, Cataluña, Comercio i Cabrera. L'agricultura balear també li tenia molt a agrair, ja que introduí el 1870 la primera màquina segadora. En aquesta fàbrica hi treballaren uns 300 operaris. A la mort de Joan Oliver Castanyer el 1905, la direcció de l'empresa passà al seu fill Joan Oliver Florit.
Per altra banda, Joan Oliver Castanyer, Maneu, a la dècada dels 80 del segle xix, fins i tot, va crear una escola industrial. A més impulsà altres empreses com una fàbrica de gel al barri d'extramurs dels Hostalets de Palma. Invertí en aquesta fàbrica gràcies al fet que fou afortunat en la loteria i ho repartí entre els seus treballadors. 
Al llarg de la seva vida milità al Partit Republicà Federal. A Palma havia participat en candidatures republicanes a les eleccions municipals durant el Sexenni Democràtic (1868-1874). Durant la dècada dels 80 tingué una gran participació dintre del republicanisme federal. Però fou a partir del segle XX que va obtenir l'acta de regidor pel partit Unió Republicana i així es convertí en regidor de l'Ajuntament de Palma entre 1902 i 1905. El 1903 fou presentat com a diputats a Corts per la Unió Republicana però no sortí elegit.
Fou declarat Fill Il·lustre de Palma el mateix any que morí, el 1905.